# Provinciale weg 221
De provinciale weg 221 (N221) loopt van afrit 10 in de autosnelweg A1 naar afrit 5 van de A28 (Amersfoort-Zuid). Er zijn aansluitingen naar de N415 (Hilversumsestraatweg) bij Baarn, naar de N234 (Biltseweg) en de N413 (Soesterbergsestraat) bij Soest en op de Stichtse Rotonde bij Amersfoort naar de N237 (Utrechtseweg).

## Straatnamen
De N221 volgt de volgende straten, wegen en pleinen:
- Baarn
  - Amsterdamsestraatweg;
    - Escher rotonde;
- Soest
  - Biltseweg/   (gedeeltelijk);
  - Koningsweg;
  - Ossendamweg;
  - Vondellaan;
  - Birkstraat (gedeeltelijk);
- Amersfoort
  - Barchman Wuytierslaan;
  - Daam Fockemalaan;
  - Stichtse Rotonde;
  - Rondweg Zuid.

## BouwWestelijke ontsluitingAmersfoort
In Amersfoort wordt het traject over de Daam Fockemalaan en de Barchman Wuytierslaan over een afstand van 2,5 kilometer opnieuw ingericht. De spoorwegovergang wordt vervangen door een tunnel onder de spoorlijn.
Dit project is echter in juli 2022 door de toenmalige coalitie van het gemeentebestuur van Amersfoort definitief gestopt.